# Maleise buulbuul
De Maleise buulbuul (Pycnonotus plumosus) is een zangvogel uit de familie van de buulbuuls. De soort komt voor in Zuidoost-Azië.

## Kenmerken
Deze soort wordt zo'n 19 centimeter lang en heeft een vleugellengte van 8,5 centimeter. De Maleise buulbuul is iets kleiner dan de gemiddelde buulbuul met een erg kleine kop. De mannetjes en vrouwtjes lijken sterk op elkaar. De verschillende ondersoorten variëren onderling enigszins qua uiterlijk. De kop is bovenop grijsachtigbruin met lichtgrijze uiteinden op het voorhoofd. De plekken achter het oor zijn grijsbruin. De rest van de bovenzijde is olijfbruin. De vleugel- en staartveren zijn olijfkleurig aan de rand. De keel is vaalwit tot grijs van kleur, de borst is lichtbruin tot grijs en de buik geelachtig wit met lichtbruine en grijze stippen. De flanken zijn lichtbruin. De snavel is donkergrijs, de ogen zijn kastanjebruin en de poten rozeachtig.

## Verspreiding en leefgebied
De Maleise buulbuul komt voor in relatief open terrein, bosranden en aangeplante bossen op Malakka en de Grote Soenda-eilanden. Er zijn vier ondersoorten:
- P. p. plumosus: Malakka, oostelijk Sumatra, Java, Bali en westelijk en zuidelijk Borneo.
- P. p. hutzi: noordelijk en oostelijk Borneo.
- P. p. hachisukae: eilanden ten noorden van Borneo.
- P. p. porphyreus: westelijk Sumatra en nabijgelegen eilanden.

## Status
De grootte van de populatie is niet gekwantificeerd maar de soort wordt omschreven als op veel plaatsen zeer algemeen. Op de Rode lijst van de IUCN heeft deze soort de status niet bedreigd.